# Jan Pesman
Jan Sijbrand Pesman (Stedum, 4 maggio 1931 – Delfzijl, 23 gennaio 2014) è stato un pattinatore di velocità su ghiaccio olandese.

## Palmarès

### Olimpiadi invernali
- Bronzo a Squaw Valley 1960 nei 5000 metri.